# La caída de la casa Usher (película francesa de 1928)
La Chute de la maison Usher (en español, La caída de la casa Usher) es una película francesa de terror en blanco y negro, rodada en 1928 y dirigida por Jean Epstein. Basada en el cuento La caída de la Casa Usher escrito por Edgar Allan Poe. Está protagonizada por Marguerite Gance, Jean Debucourt, Charles Lamy y Fournez-Goffard.

## Sinopsis
Llamado por Lord Roderick Usher, preocupado por la salud de su esposa, con quien vive en una casa aislada en medio de la laguna, uno de sus amigos se dirige en este lugar cargado de suspense y enigmas. Encuentra el maestro de la casa pintando con furia el retrato de su esposa. Ésta se debilita en esta atmósfera sórdida, transmitiendo la poca vida que le queda en el retrato. Un día se derrumba. Es enterrada en la cripta del parque. Pero Roderick está convencido de que ella sólo está dormida. Saldrá sola de la tumba en una noche de tormenta, mientras que un rayo cae sobre la casa Usher.

## Reparto
- Jean Debucourt - Sir Roderick Usher
- Marguerite Gance - Madeleine Usher
- Charles Lamy - Allan
- Fournez-Goffard - El doctor
- Luc Dartagnan
- Abel Gance
- Halma
- Pierre Hot
- Pierre Kefer